# Cruzes do Mérito Militar
As Cruzes do Mérito Militar, até o ano 1995 Ordem do Mérito Militar, é uma condecoração da Espanha dividida em várias categorias que tem como objetivo recompensar os membros do Exército e da Policia civil e de outras pessoas civis a realização de ações e fatos ou a prestação de serviços de destacado mérito.
O Regulamento geral de recompensas militares, pelo qual se rege as Cruzes do Mérito Militar, foi aprovado pelo Real Decreto 1040/2003 de 1 de agosto (BOD. Núm. 177). A Cruzes do Mérito Militar têm por objetivo recompensar e distinguir individualmente aos membros das Forças Armadas e do Corpo da Policia civil, pela realização de ações e fatos ou pela prestação de serviços de destacado mérito ou importância, bem como ao pessoal civil por suas atividades meritórias relacionadas com a defesa nacional.

## Categorias

### Cruz
Para oficiais, suboficiais e tropa e o pessoal civil que não tenha a faixa suficiente para obter a Grande Cruz. As Cruzes do Mérito Militar, que serão de braços iguais, levarão no centro um escudo circular cuartelado e fileteado em ouro: primeiro, de Castilla; segundo, de León; terceiro, de Aragón, e quarto, de Navarra; entado em ponta Granada e escusón em seu centro de Borbón-Anjou. Em seu reverso, o escudo levará inscritas as letras, em ouro, MM, sobre esmalte de cor vermelha. Conceder-se-ão:
- Com distintivo vermelho: Conceder-se-ão àquelas pessoas que, com valor, tenham realizado ações, fatos ou serviços eficazes em decorrência de um conflito armado ou de operações militares que impliquem ou possam implicar o uso de força armada, e que impliquem umas dotes militares ou de comando significativas. A Cruz com distintivo vermelho será esmaltada em vermelho e penderá de uma fita vermelha com lista branca no centro de largo igual a um oitavo do largo total daquela.
- Com distintivo azul: Conceder-se-ão por ações, fatos ou serviços extraordinários que, sem estar contemplados na seção 1.ª deste capítulo, levem-se a cabo em operações derivadas de um mandato das Nações Unidas ou no marco de outras organizações internacionais. A Cruz com distintivo azul será esmaltada em alvo com prontas esmaltadas em azul mais escuro nos braços, salvo no superior, e penderá de uma fita igual à da Cruz com distintivo branco, com cantos azuis mais escuros de dois milímetros de largo.
- Com distintivo amarelo: Conceder-se-ão por ações, fatos ou serviços que entranhem grave risco e nos casos de lesões graves ou falecimento, como consequência de atos de serviço, sempre que impliquem uma conduta meritória. A Cruz com distintivo amarelo será esmaltada em branco com prontas esmaltadas em amarelo nos braços, salvo no superior, e penderá de uma fita igual à da Cruz com distintivo branco, com cantos amarelos de dois milímetros de largo.
- Com distintivo branco: Conceder-se-ão por méritos, trabalhos, ações, fatos ou serviços distintos, que se efetuem durante a prestação das missões ou serviços que ordinária ou extraordinariamente sejam encomendados às Forças Armadas ou que estejam relacionados com a Defesa,  e que não se encontrem definidos em três seções anteriores deste capítulo. A Cruz com distintivo branco será esmaltada em branco. Penderá de uma fita branca com lista vermelha no centro de largo igual a um oitavo do largo total daquela.

### Grande Cruz
Para oficiais generais e pessoal civil com uma faixa institucional, administrativo, acadêmico ou profissional.
A Grande Cruz é uma placa abrilhantada de ráfagas em ouro, com a cruz da correspondente cor no centro, orlada de dois leões e dois castelos em prata, proporcionais ao conjunto. Banda de seda, das mesmas cores que a fita da que pendem as Cruzes, se unindo em seus extremos com um laço da mesma fita, do que penderá a Venera da Grande Cruz timbrada de coroa real, em ouro, e sujeita à banda por um aro dourado. A venera consistirá na cruz correspondente do mérito e distintivo concedido. Conceder-se-ão:
- Com distintivo vermelho: Conceder-se-ão àquelas pessoas que, com valor, tenham realizado ações, fatos ou serviços eficazes em decorrência de um conflito armado ou de operações militares que impliquem ou possam implicar o uso de força armada, e que impliquem umas dotes militares ou de comando significativas.
- Com distintivo azul: Conceder-se-ão por ações, fatos ou serviços extraordinários que, sem estar contemplados na seção 1.ª deste capítulo, levem-se a cabo em operações derivadas de um mandato das Nações Unidas ou no marco de outras organizações internacionais.
- Com distintivo amarelo: Conceder-se-ão por ações, fatos ou serviços que entranhem grave risco e nos casos de lesões graves ou falecimento, como consequência de atos de serviço, sempre que impliquem uma conduta meritória.
- Com distintivo branco: Conceder-se-ão por méritos, trabalhos, ações, fatos ou serviços distintos, que se efetuem durante a prestação das missões ou serviços que ordinária ou extraordinariamente sejam encomendados às Forças Armadas ou que estejam relacionados com a Defesa, e que não se encontrem definidos em três seções anteriores deste capítulo.

## Insígnias e pinos
| Cruz com distintivo vermelho.        | Cruz com distintivo azul.        | Cruz com distintivo amarelo.        | Cruz com distintivo branco.        |
| Grande cruz com distintivo vermelho. | Grande cruz com distintivo azul. | Grande cruz com distintivo amarelo. | Grande cruz com distintivo branco. |